# 苏韦雷托
苏韦雷托（義大利語：Suvereto），是意大利利佛诺省的一个市镇。总面积92平方公里，人口3128人，人口密度34.0人/平方公里（2009年）。ISTAT代码为049020。